# Емельянов, Роман Александрович
Рома́н Алекса́ндрович Емелья́нов (род. 3 июня 1975 года) — российский телерадиоведущий, продюсер,  журналист, актёр, автор песен, писатель, общественный деятель. Член 
Совета при Президенте России по культуре и искусству в 2011-2018 году. Награжден медалью ордена «За заслуги перед Отечеством» II степени. С 2019 года член Общественной палаты Московской области. Многократный лауреат Национальной премии в области радиовещания «Радиомания». Академик Российской академии радио. Генеральный директор «Европейской медиагруппы».

## Биография
Родился в Москве 3 июня 1975 года. Родители — Александр Люненфельд, преподаватель русского языка и литературы, тренер по шахматам и Нина Емельянова, советская актриса («А зори здесь тихие…», «Доживём до понедельника» и др.)
В 1998 году окончил Высшее театральное училище им. М.С.Щепкина.
Работал ведущим радиостанции «Авторадио», креативным продюсером и ведущим «Радио 7 на семи холмах», pr-менеджером и ведущим утреннего шоу «Доброе утро» на «Эльдорадио» (Санкт-Петербург), продюсером специальных проектов и ведущий утреннего шоу «Чашка кофею» на «Ретро FM», программным директором «Русского радио», генеральным продюсером радиостанции «Хит FM».
Соавтор идеи международного музыкального фестиваля «Легенды Ретро FM».
Ведущий многочисленных телепроектов и фестивалей, среди которых международный фестиваль «Легенды Ретро FM» (Первый канал), программа «Ретромания» («РЕН ТВ»), музыкальный фестиваль «День России» в Ялте, международный фестиваль юмора в Юрмале и других.
Член жюри музыкальных конкурсов — «Фактор А» («Россия 1»), «Наш выход» («Россия 1»), «Новая звезда» («Звезда»).
Автор, продюсер и участник установления многократных мировых достижений в области радиовещания, внесённых в книгу «Гиннес. Мировые рекорды» (2010, 2015 — «Русское радио», 2020 — «Европа Плюс»).
2011—2018 — член Совета при Президенте России по культуре и искусству (с 2014 года в составе президиума).
Автор гимна футбольного клуба «Спартак».
Автор политического детектива «Вата, или Не все так однозначно».
С 2015 — генеральный продюсер «Нового радио».
С 2016 — генеральный директор «Европейской медиагруппы».
С 2019 — член Общественной палаты Московской области.

## Деятельность

### Общественная деятельность
- 2011—2018 — член Совета при Президенте России по культуре и искусству (с 2014 года в составе президиума)[5][6];
- С 2019 — член Общественной палаты Московской области[7].

### Радио
- 1996 — ведущий «Авторадио»;
- 1997—1999 — креативный продюсер, ведущий «Радио 7 на семи холмах»;
- 1999—2004 — pr-менеджер, ведущий утреннего шоу «Доброе утро» на «Эльдорадио» (Санкт-Петербург);
- 2004—2007 — продюсер специальных проектов, ведущий утреннего шоу «Чашка кофею» «Ретро FM»;
- 2007—2015 — программный директор «Русского радио»;
- 2010 — автор и продюсер мирового достижения «За самое длинное ток-шоу с командой радиоведущих», внесенного в книгу «Гиннес. Мировые рекорды» (шоу «Русские перцы» на «Русском радио»);
- 2015 — генеральный продюсер «Хит FM»;
- 2015 — автор и продюсер повторного мирового достижения «За самое длинное ток-шоу с командой радиоведущих», внесенного в книгу «Гиннесс. Мировые рекорды» (шоу «Русские перцы» на «Русском радио»);
- С 2015 — основатель и генеральный продюсер «Нового радио»;
- С 2016 — академик Российской академии радио;
- С 2016 — генеральный директор «Европейской медиагруппы»;
- 2016—2021 — основатель и продюсер музыкальной премии «Новое радио AWARDS» (в 2016—2018 — «Высшая лига»);
- 2020 — участник мирового достижения «Выход в эфир из самой северной в истории общедоступного радиовещания точки планеты», внесенного в книгу «Гиннесс. Мировые рекорды» (шоу «Бригада У» на «Европе плюс»).

### Телевидение
- 2007 — ведущий программы «Ретромания» («РЕН ТВ»);
- 2007 — ведущий (вместе с Татьяной Веденеевой) телеверсии международного музыкального фестиваля «Легенды Ретро FM» (Первый канал);
- 2008—2010 — участник юмористического шоу «Слава Богу, ты пришёл!» (СТС);
- 2011—2013 — член жюри (вместе с Аллой Пугачёвой, Лолитой, Игорем Николаевым и Борисом Красновым) музыкального шоу талантов «Фактор А» («Россия 1»);
- 2012 — ведущий развлекательного шоу «Рассмеши комика» («Россия 1»);
- 2014 — ведущий (вместе с Николаем Басковым) телеверсии XI международного фестиваля юмора в Юрмале («Россия 1»)
- 2014 — председатель жюри (в составе Стаса Намина, Олега Газманова и Юлии Началовой), продюсер музыкального шоу «Наш выход» («Россия 1»);
- 2014 — участник программы «Большой вопрос» (СТС);
- 2015 — ведущий (вместе с Максимом Галкиным, Яной Чуриковой и Пелагеей) телеверсии фестиваля «День России» в Ялте («Россия 1»)[8];
- с 2019 — член жюри (вместе с Максимом Дунаевским, Юрием Николаевым, Юлией Савичевой и Зарой) Всероссийского музыкального конкурса «Новая звезда» («Звезда»)[9].

### Фестивали
- 2005 — соавтор идеи (вместе с генеральным продюсером «Ретро FM» Владимиром Иваненко) международного музыкального фестиваля «Легенды Ретро FM»;
- 2007 — ведущий (вместе с Татьяной Веденеевой) III международного музыкального фестиваля «Легенды Ретро FM»;
- 2011—2012 — ведущий (вместе с Жанной Фриске, Лерой Кудрявцевой и Денисом Курьяном) фестиваля «День России» на Красной площади в Москве;
- 2014 — ведущий (вместе с Максимом Галкиным, Яной Чуриковой и Пелагеей) фестиваля «День России» в Ялте;
- 2014 — ведущий (вместе с Николаем Басковым) XI международного фестиваля юмора в Юрмале;
- 2018, 2019 — продюсер и организатор фестиваля LiveFest в Розе Хутор.

### Кино
- 2001 — телевизионный сериал «Убойная сила — 3» (Первый канал) — администратор;
- 2001—2004 — телевизионный сериал «Чёрный ворон» (Первый канал) — переводчик;
- 2003 — телевизионный сериал «Мангуст» (НТВ) — Витюша;
- 2003 — телевизионный сериал «Улицы разбитых фонарей — 5» (Первый канал) — Гриша;
- 2004 — телевизионный сериал «Легенда о Тампуке» — эпизод;
- 2011 — кинофильм «Беременный» — камео.

### Театр
- 2007 — «Свадьба Кречинского» — Игрок, Малый театр, режиссёр Виталий Соломин.

### Музыка
- 2010 — автор гимна футбольного клуба «Спартак»;
- 2014 — автор песни «Девять свадебных историй» для певицы Жасмин;
- 2021 — автор слов песни «Стена непонимания» для певицы Сюзанны Мелконян, победительницы вокального шоу «Ну-ка, все вместе!» на телеканалале «Россия»[11].

### Награды и премии
- 2011 — лауреат рейтинга молодых медиаменеджеров России;
- 2011 — почётный знак «За содействие МВД России»[12];
- 2012 — медаль ордена «За заслуги перед Отечеством» II степени — за заслуги в развитии средств массовой информации, культуры и многолетнюю плодотворную работу[13];
- 2012 — благодарность Президента России — за большой вклад в работу Общественного комитета сторонников Президента Российской Федерации и активную деятельность на благо России;
- 2012 — благодарность Президента России — за активное участие в избирательной кампании по выборам Президента Российской Федерации;
- 2014 — лауреат телевизионного фестиваля «Песня года»;
- 2017 — благодарность министра внутренних дел России — за содействие в проведении XII фестиваля музыкального творчества МВД России «Щит и лира»[12];
- 2018 — благодарность Президента России — за активное участие в работе по подготовке и проведению выборов Президента Российской Федерации;
- 2018 — благодарственное письмо председателя Центральной избирательной комиссии России — за активное содействие в подготовке и проведении выборов Президента Российской Федерации;
- 2018 — благодарность Президента России — за плодотворную работу в Совете при Президенте России по культуре и искусству;
- 2018 — благодарность генерального директора оргкомитета Чемпионата мира по футболу — за неоценимый вклад в успешное проведение Чемпионата миру по футболу FIFA 2018;
- 2018 — благодарность министра внутренних дел России — за активное содействие в решении возложенных на МВД России задач по реализации мероприятий, направленных на повышение престижа службы в органах внутренних дел Российской Федерации[12];
- 2019 — памятная юбилейная медаль МВД России «300 лет российской полиции»[12];
- 2020 — национальная премия за вклад в развитие российского сегмента сети Интернет — «Премия Рунета» — в номинации «Культура, СМИ и массовые коммуникации»[14];
- 2021 — премия Cosmopolitan Man Awards — в номинации «Медиаменеджмент»[15];
- 2021 — Национальная премия бизнес-коммуникаций «Топ-менеджер НПБК» в номинации «Медиа»[16].